# Montgueux
Montgueux är en kommun i departementet Aube i regionen Grand Est (tidigare regionen Champagne-Ardenne) i nordöstra Frankrike. Kommunen ligger  i kantonen Sainte-Savine som ligger i arrondissementet Troyes. År 2022 hade Montgueux 388 invånare.

## Befolkningsutveckling
Antalet invånare i kommunen Montgueux
Referens: INSEE

## Galleri

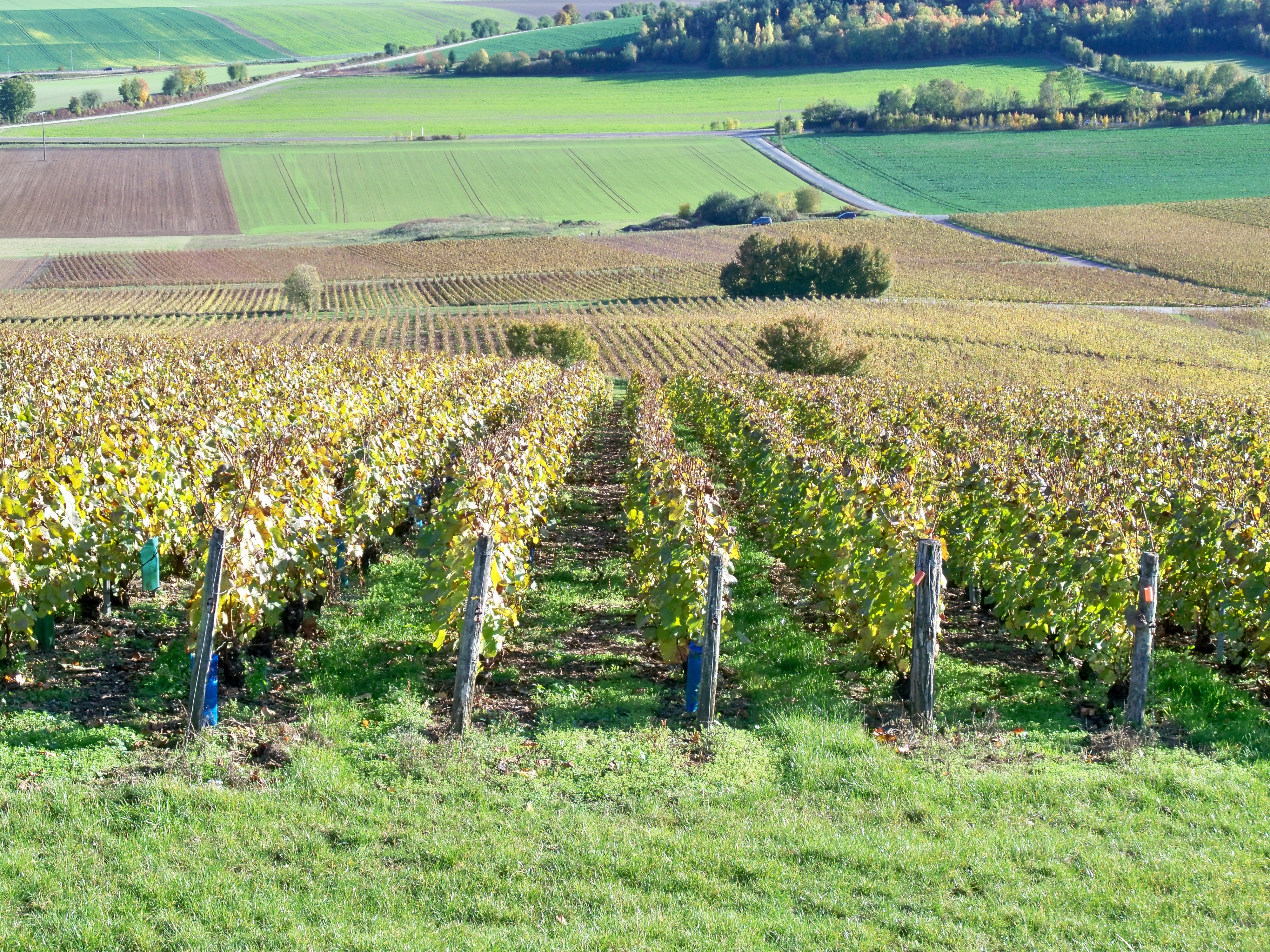
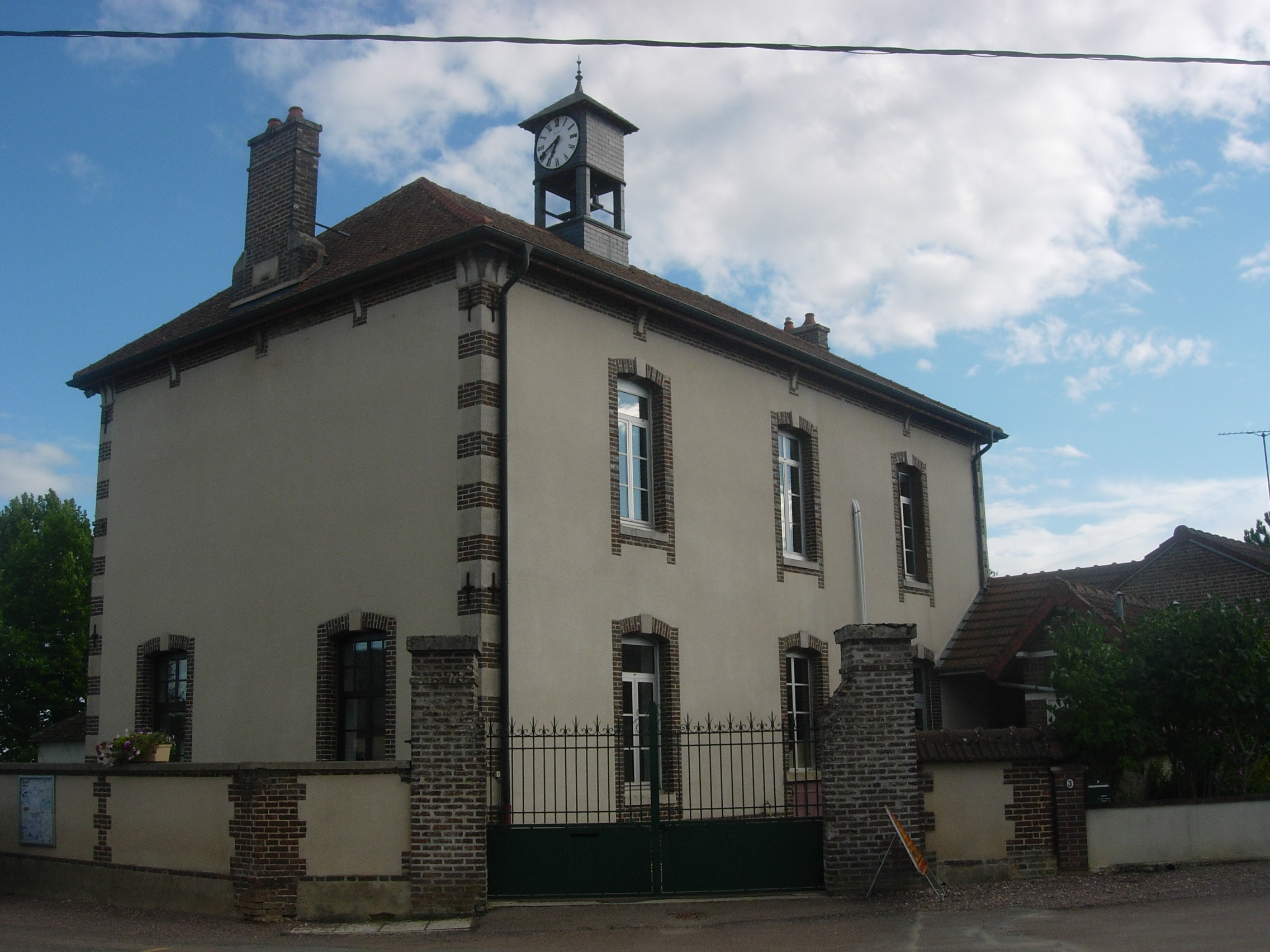
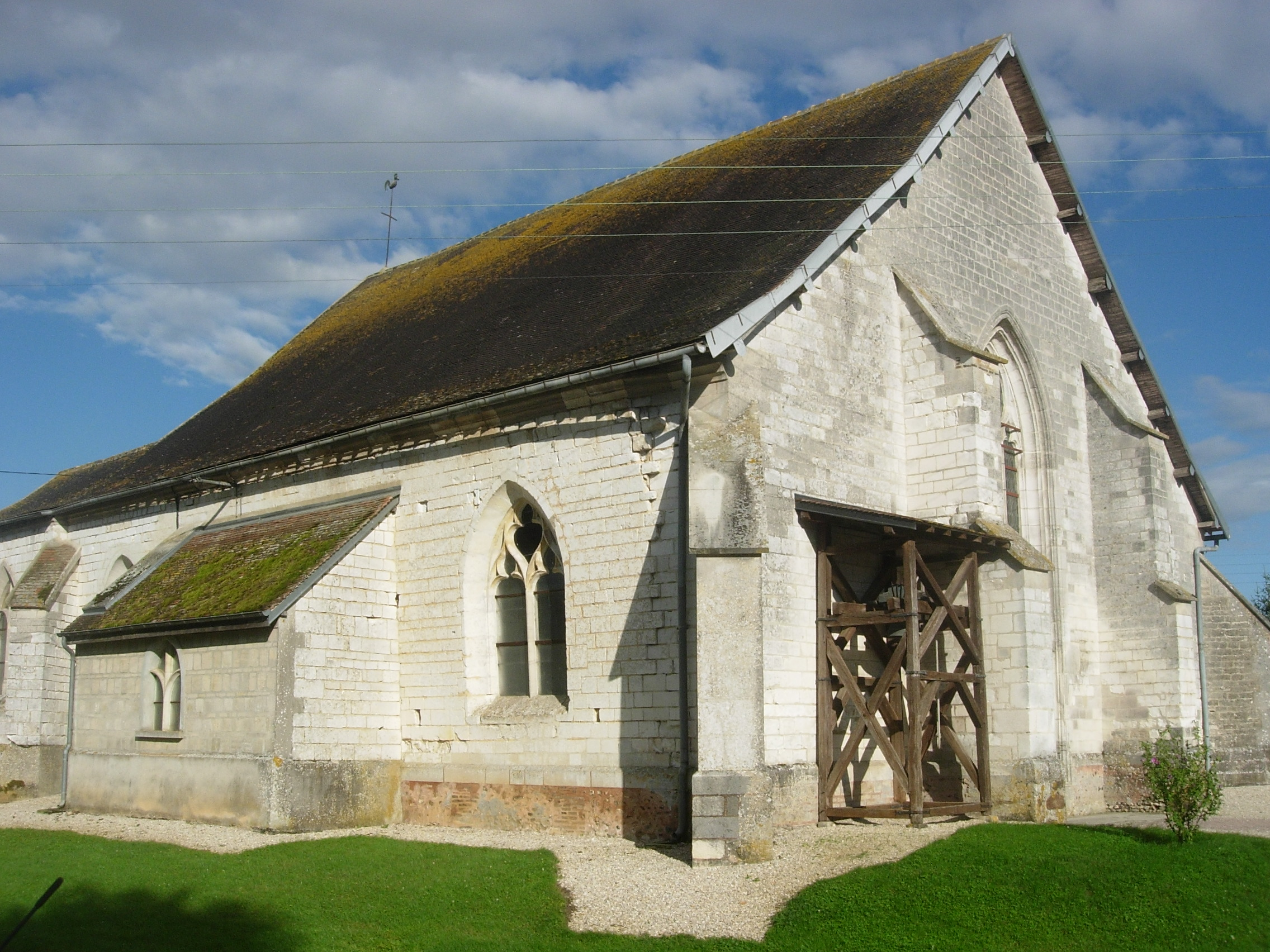
Eglise de Montgueux
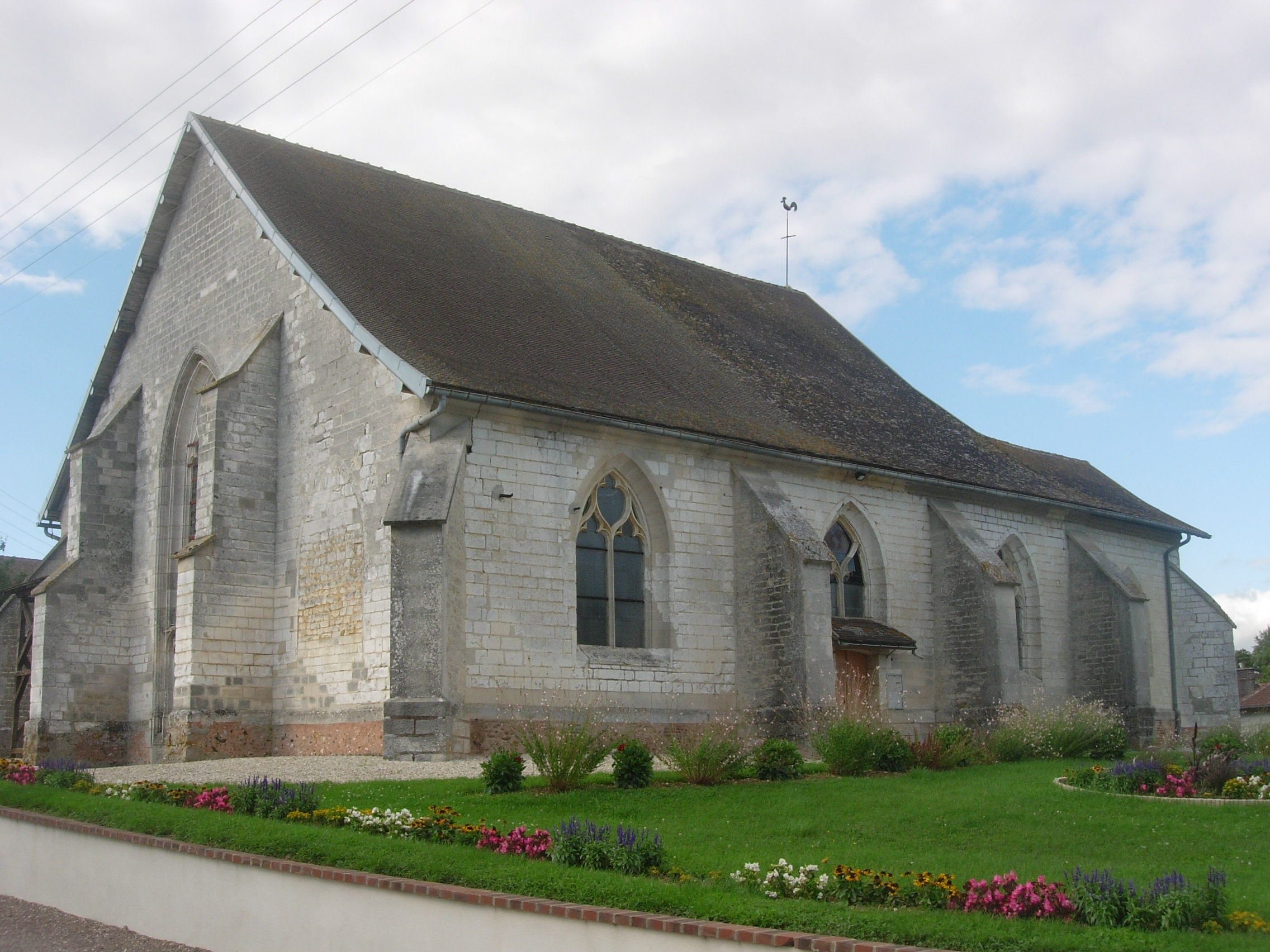
Eglise de Montgueux
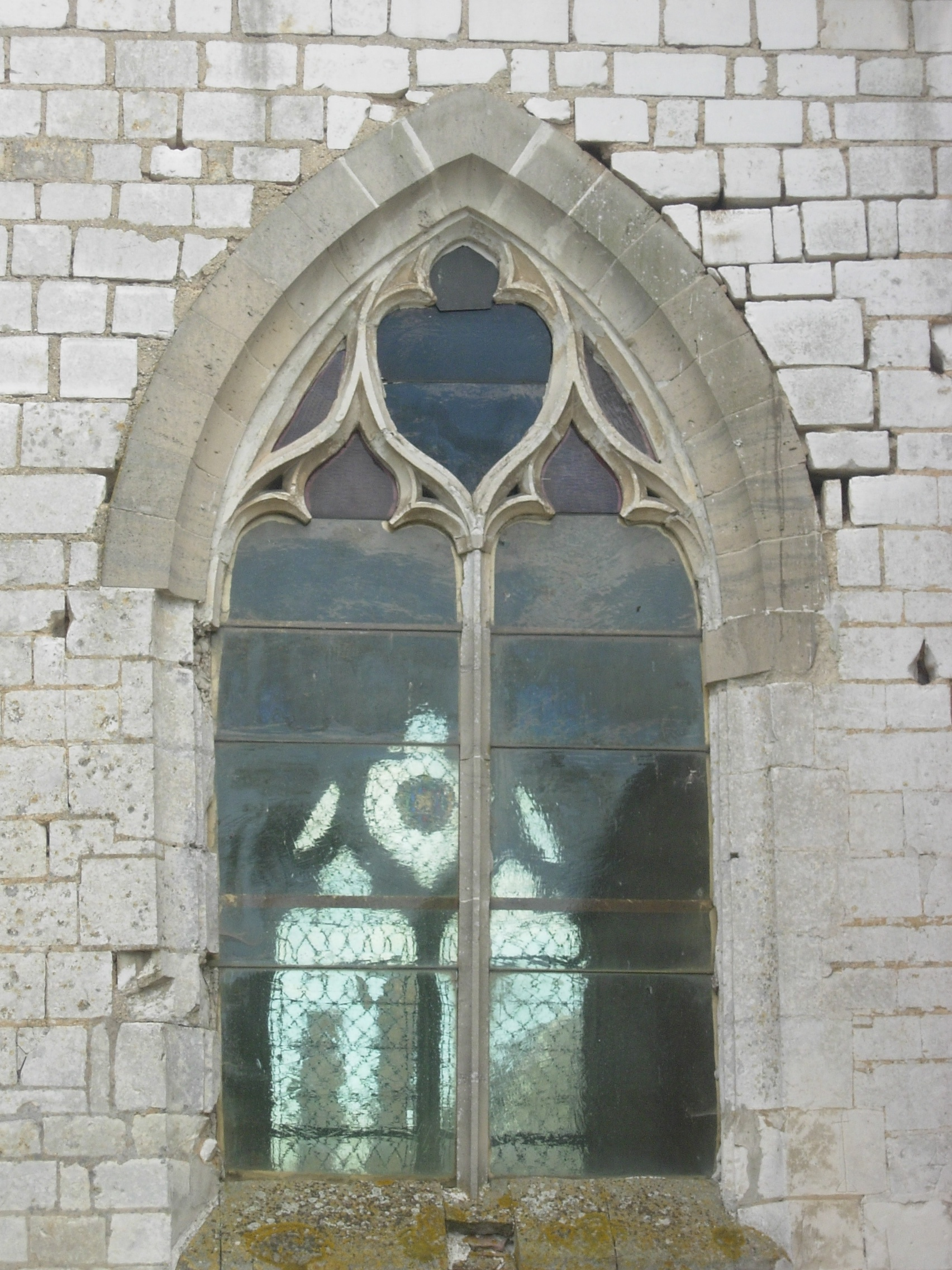
Eglise de Montgueux